# أندرو إليكوت
أندرو إليكوت (بالإنجليزية: Andrew Ellicott) هو مهندس مساحة أمريكي، ولد في 24 يناير 1754 في بلدة باكنغهام ‏ في الولايات المتحدة، وتوفي في 28 أغسطس 1820 بسبب سكتة.

## وصلات خارجية
- أندرو إليكوت على موقع الموسوعة البريطانية (الإنجليزية)